# Simon & Schuster
Simon & Schuster (wym. /ˈsaɪmən ænd ˈʃuːstər/) – amerykańskie wydawnictwo, spółka należąca do Kohlberg Kravis Roberts, założone w Nowym Jorku w 1924 roku przez Richarda L. Simona i M. Lincolna Schustera. Według stanu na 2016 rok Simon & Schuster publikowało ponad 2000 tytułów rocznie (pod 35 różnymi markami wydawniczymi). Do 2020 roku Simon & Schuster i jego podwydawnictwa (tzw. imprinty) zdobyły w sumie 56 nagród Pulitzera. Oficyna jest jednym z największych wydawnictw w Stanach Zjednoczonych – przyjmując za kryterium liczbę sprzedanych egzemplarzy, w 2016 roku była na trzecim miejscu w rankingu największych sprzedawców książek w USA.

## Historia

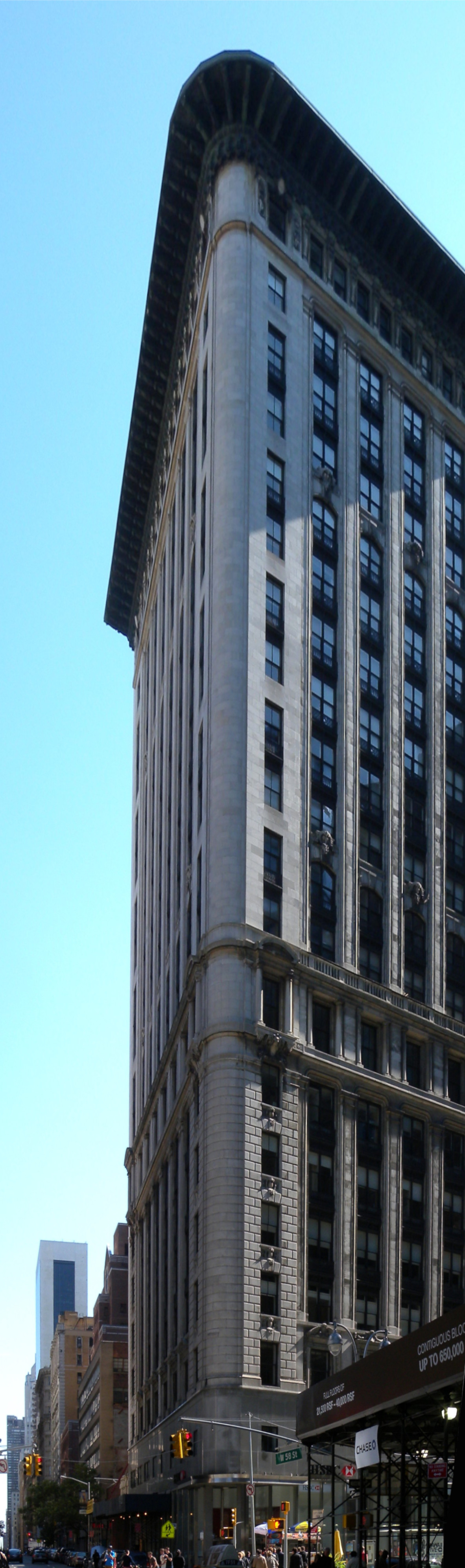
Siedziba główna wydawnictwa w połowie XX w. (Broadway)

W 1924 roku ciotka Richarda Simona zapytała, czy na rynku dostępna jest jakaś książka z krzyżówkami, wówczas bardzo popularnymi, tak jak te publikowane w niedzielnym dodatku do gazety „New York World”. Simon i Schuster byli już wtedy na początkowym etapie zakładania wydawnictwa. Po zorientowaniu się, że nie publikowano wtedy żadnej takiej pozycji postanowili wykorzystać tę lukę na rynku wydawniczym i wydać książkę z krzyżówkami, która okazała się bestsellerem.

### Rozwój
W 1939 roku Simon i Schuster, wspólnie z Robertem Fairem de Graffem, założyli Pocket Books. W 1942 Simon & Schuster i Western Printing, we współpracy z Artists and Writers Guild, założyli Little Golden Books.
W 1944 roku Marshall Field III, właściciel „Chicago Sun”, kupił Simon & Schuster oraz Pocket Books.
W latach 50. i 60. wielu wydawców, w tym Simon & Schuster, zwróciło się w stronę publikacji edukacyjnych ze względu na ówczesny wyż demograficzny. Od 1959 roku Pocket Books nałożyło nacisk na książki edukacyjne, wydawane przez imprint Washington Square Press. Do stycznia 1964 roku opublikowano pod tą marką ponad 200 tytułów, a przed końcem tego samego roku w planach było wydanie kolejnych 400 pozycji.
W lipcu 1960 roku Richard Simon zmarł na atak serca. W 1966 roku Max Schuster przeszedł na emeryturę i sprzedał swoją połowę udziałów Simon & Schuster Leonowi Shimkinowi. Schuster zmarł w 1970 roku. W 1966 roku dokonano połączenia wydawnictw Pocket Books i Simon & Schuster. W 1968 roku Robert Gottlieb, który pracował w Simon & Schuster od 1955 roku, i podpisał dla nich umowę m.in. z Josephem Hellerem na publikację powieści Paragraf 22, objął stanowisko redaktora naczelnego w konkurencyjnym wydawnictwie Knopf. W 1979 roku Richard Snyder został dyrektorem generalnym przedsiębiorstwa. Przez 15 lat zasiadania na tym stanowisku pomógł znacznie rozwinąć firmę – z przychodów na poziomie niespełna 40 milionów USD w 1979 roku do blisko 2 miliardów USD w 1994 roku, kiedy został zwolniony.

### Lata 1980.

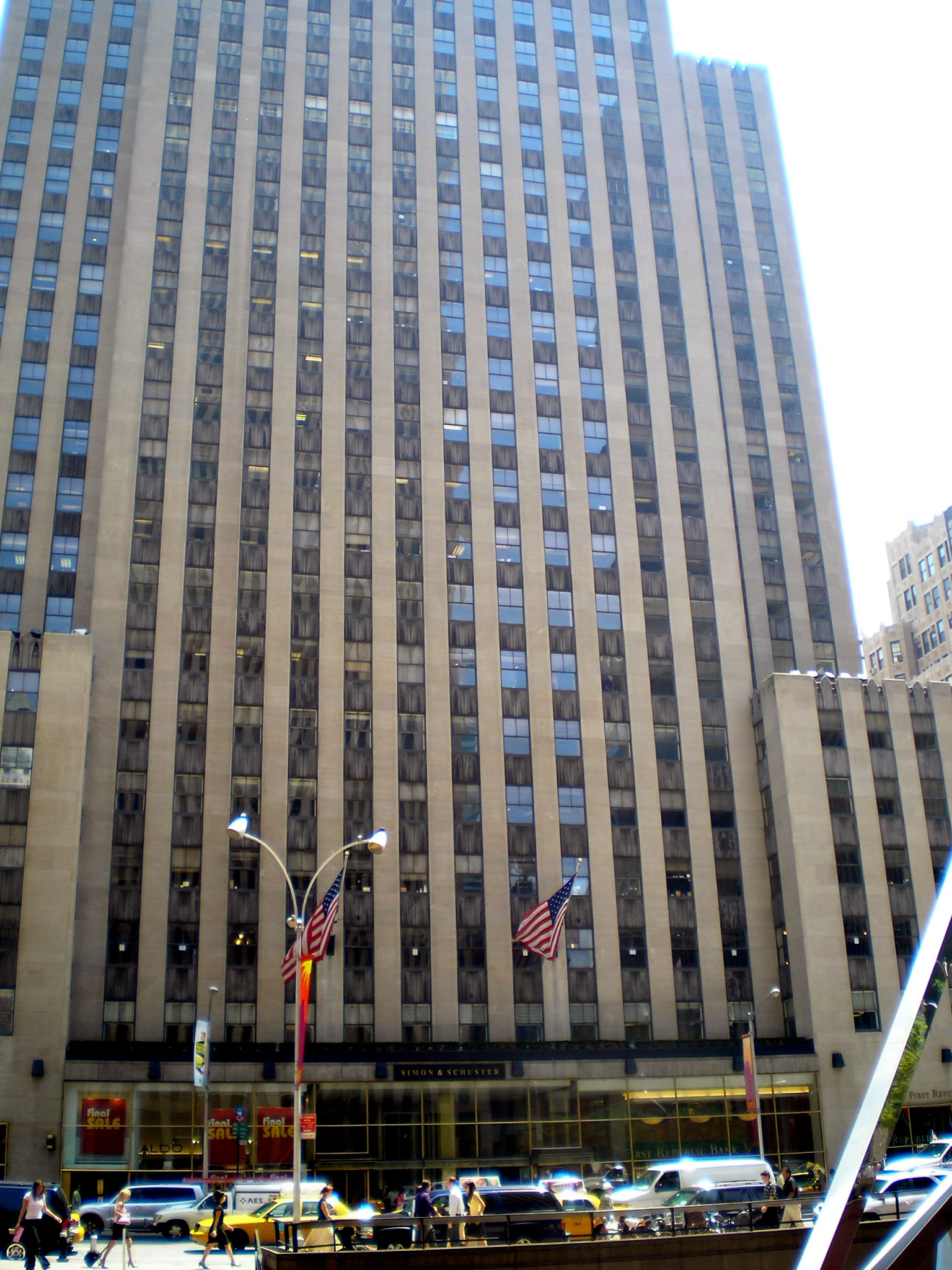
Siedziba Simon & Schuster przy 1230 Avenue of the Americas (Rockefeller Center, Nowy Jork; 2006)

W 1983 roku, po śmierci Charlesa Bluhdorna, szefa konglomeratu Gulf+Western, który nabył Simon & Schuster w 1976 roku, władze wydawnictwa podjęły decyzję o zakończeniu, nie przynoszącego większych sukcesów, programu dywersyfikacji przedsiębiorstwa. Następcą Bluhdorna, który zginął w wypadku lotniczym, został Martin Davis.
W 1984 roku Richard Snyder, w ramach przemian, rozpoczął ekspansję. Jeszcze w tym samym roku Simon & Schuster, ze Snyderem jako dyrektorem generalnym, nabyło za 180 milionów USD wydawnictwo edukacyjne Esquire Inc. Przez kolejne trzy lata przejął w sumie 28 przedsiębiorstw, m.in. Prentice Hall w 1984 roku za 700 milionów USD, wiodące wydawnictwo publikujące podręczniki szkolne. Dzięki temu przejęciu nowo połączone wydawnictwa stały się wówczas największym przedsiębiorstwem wydającym książki w Stanach Zjednoczonych. Do 1987 roku 51% sprzedaży Simon & Schuster pochodziło z tytułów o profilu edukacyjnym. W sumie, w latach 1983–1991, właściciele Simon & Schuster wydali na przejęcia innych wydawnictw ponad 1 miliard USD.
W latach 90. dział Consumer Book Group’s Audio podlegający Simon & Schuster był największym na świecie wydawcą audiobooków.

### Lata 1990.
W 1990 roku „The New York Times” określił Simon & Schuster, którego sprzedaż rok wcześniej wyniosła 1,3 miliarda USD (sześć razy więcej niż 1983 roku), największym wydawcą książek na rynku amerykańskim. W grudniu tego samego roku przedsiębiorstwo kupiło wydawcę dziecięcych książek, Green Tiger Press (San Diego).
W 1994 roku Paramount Communications Inc., właściciel Simon & Schuster, został kupiony przez mediowy konglomerat Viacom. W tym samym roku Snyder został nagle zwolniony i zastąpiony przez Jonathana Newcomba, który od 1991 roku pełnił funkcje prezesa i dyrektora generalnego przedsiębiorstwa. Również w 1994 roku Simon & Schuster zakupiło Macmillan. W listopadzie 1994 roku Simon & Schuster sprzedało kilka drugorzędnych aktywów, takich jak Prentice Hall Online i Charles E. Simon Co., które kupiło przedsiębiorstwo internetowych usług informacyjnych, CDB Infotek (Santa Ana). W 1996 roku wydawnictwo map drogowych, H. M. Gousha Company, od 1987 roku część Simon & Schuster, zostało sprzedane firmie technologicznej i wydawniczej, Rand McNally.
W 1998 roku właściciele holdingu Viacom sprzedali brytyjskiemu wydawnictwu Pearson udziały sektora edukacyjnego Simon & Schuster, m.in. Prentice Hall i Macmillan.

### Lata 2000.
Przed końcem 2002 roku Simon & Schuster nabyło przedsiębiorstwo Distican, które od 1994 roku dystrybuowało publikacje amerykańskiego wydawnictwa na rynku kanadyjskim; po przejęciu, Distican przyjęło nazwę Simon & Schuster Canada. W 2013 roku Rząd Federalny Kanady udzielił Simon & Schuster Canada zezwolenia na rozpoczęcie działalności wydawniczej na rynku wewnątrzkrajowym, wprowadzając tym samym nowego międzynarodowego wydawcę. W 2003 roku Simon & Schuster nabyło Strebor Books International, które założone zostało w 1999 roku przez pisarkę Kristinę Laferne Roberts (ps. „Zane”).
Pod koniec 2005 roku Viacom podzielono na dwa przedsiębiorstwa: CBS Corporation, który przejął Simon & Schuster, a drugie zachowało nazwę Viacom Inc. W 2006 roku Simon & Schuster założyło imprint Threshold Editions, publikujący pozycje o tematyce politycznej.
W 2009 roku właściciele Simon & Schuster podpisali z komentatorem politycznym, Glennem Beckiem, umowę, o charakterze międzynarodowym, na wiele tytułów książkowych oraz wspólne publikowanie poprzez imprinty; obejmowała literaturę dla dorosłych, młodzieżową, beletrystykę, książki obrazkowe dla dzieci, a także książki elektroniczne oraz audiobooki. Wydawnictwo Simon & Schuster, jako część CBS, było głównym wydawcą książek związanych z różnymi franczyzami mediowymi należącymi do CBS i/lub emitowanymi w CBS, takimi jak Star Trek, Mission: Impossible i CSI (m.in. CSI: Kryminalne zagadki Las Vegas). Za publikowanie książek z serii Star Trek odpowiedzialne były oddziały wydawnictwa, Pocket Books i Gallery Books.

### Lata 2010.
W 2011 roku Simon & Schuster sfinalizowało z Glennem Beckiem nowy kontrakt na współwydawanie książek; wtedy też założył imprint Mercury Ink. W tym samym roku w ramach Atria Publishing Group, oddziału należącego do Simon & Schuster, amerykańskie przedsiębiorstwo, wspólnie z Cash Money Records, założyło wydawnictwo Cash Money Content.
W 2012 roku Departament Sprawiedliwości Stanów Zjednoczonych założył sprawę United States v. Apple Inc., w której w charakterze oskarżonych wystąpili: amerykańskie przedsiębiorstwo informatyczne Apple, Simon & Schuster oraz cztery inne główne przedsiębiorstwa wydawnicze. W pozwie zarzucono im, że spiskowali w sprawie ustalania cen e-booków w celu osłabienia pozycji na rynku amerykańskiego przedsiębiorstwa handlu internetowego, Amazon.com, naruszając tym samym amerykańskie prawo antymonopolowe. Z tego powodu amerykańscy konsumenci płacili dziesiątki milionów dolarów więcej za zakupione tytuły. Przedstawiciele żadnego z pozwanych przedsiębiorstw nie przyznali się do stosowania nadużyć, ale trzej wydawcy – Simon & Schuster, Hachette i HarperCollins – zgodzili się na załatwienie spornej sprawy (z kolei Apple zakwestionował postawione zarzuty, a wydawnictwa Macmillan Publishers i Penguin Group też odmówiły zawarcia ugody).
W 2012 roku Carolyn Reidy, dyrektorka generalna Simon & Schuster, dokonała reorganizacji imprintów publikujących literaturę dla dorosłych tworząc cztery główne działy wydawnicze: Atria Publishing Group, Scribner Publishing Group, Simon & Schuster Publishing Group oraz Gallery Publishing Group. Według Reidy, oddziały te zostały utworzone, by usprawnić działalność uzupełniających się imprintów. Reorganizacja miała też „spowodować zwrócenie większej uwagi na aspekt redakcyjny imprintów, nawet przy uwzględnieniu naturalnych podobieństw między nimi”.
W 2012 roku Simon & Schuster, wspólnie z jednostką dominującą Author Solutions, uruchomił platformę self-publishingową Archway Publishing, której celem było wspomaganie autorów w publikowaniu ich dzieł.
Pod koniec 2013 roku sędzia federalny zatwierdził ugodę w sprawie naruszeń prawa ochrony konkurencji, zgodnie z którą właściciele Simon & Schuster, wraz z pozostałymi czterema oficynami wydawniczymi, wpłacili środki na fundusz, który miał udzielać kredyty klientom, którzy przepłacili za książki z powodu zmowy cenowej dotyczącej publikowanych przez te wydawnictwa tytułów.
W październiku 2014 roku przedstawiciele Simon & Schuster, po negocjacjach trwających blisko kilka tygodni, podpisali wieloletnią umowę partnerską z Amazon.com dotyczącą cen e-booków; porozumienie zostało osiągnięte po wprowadzeniu przez władze Amazona kilku zmian w ofercie złożonej przez właścicieli wydawnictwa. W tym samym roku dyrekcja przedsiębiorstwa wprowadziła na rynek nowy imprint, Simon451, dla publikacji, zarówno drukowanych, jak i cyfrowych, literatury fantastycznej, ale z naciskiem na e-booki i uwzględniając interesy internetowych grup społecznych. Nazwa wydawnictwa została zainspirowana książką Raya Bradbury’ego, 451 stopni Fahrenheita (temperatura zapłonu książki); Simon & Schuster odpowiada za publikowanie klasycznego dzieła Bradbury’ego.
W 2015 roku przedsiębiorstwo Simon & Schuster, poprzez utworzenie nowej jednostki wydawniczej North Star Way, rozszerzyło działalność wykraczającą poza tradycyjny model publikowania książek. Wydawnictwo, za pośrednictwem tego imprintu, miało zapewnić autorom dodatkowe usługi, m.in. kursy online, dyskusje panelowe, aplikacje mobilne, materiały audiowizualne i partnerstwo biznesowe. North Star Way miał odpowiadać za publikowanie literatury faktu o tematyce takiej jak samodoskonalenie, harmonia ciała ducha i umysłu oraz motywacja.
W 2015 roku ogólna sprzedaż materiałów cyfrowych, w tym plików do pobrania, stanowiła ok. 25% przychodów przedsiębiorstwa Simon & Schuster; w 2014 roku było to 26,4%. W 2015 roku sprzedaż e-booków spadła, a wzrost sprzedaży cyfrowych plików audio wyniósł od 35% do 40%. Ogólny spadek przychodów ze sprzedaży tytułów cyfrowych był pokłosiem wzrostu sprzedaży dzieł drukowanych.
W 2016 roku Simon & Schuster uruchomiło internetowy portal oferujący płatne kursy wideo, SimonSays.com. Wtedy też przedsiębiorstwo założyło, w ramach Gallery Books Group, imprint Scout Press, który miał oferować fikcję literacką. W tym samym roku właściciele wydawnictwa Simon & Schuster, mającego wówczas w ofercie ponad 18 tysięcy e-booków, podpisali umowę na cyfrową dystrybucję zasobów Start Publishing LLC, działu wydawniczego z katalogiem zawierającym blisko 7000 e-booków.
W 2019 roku CBS i Viacom zostały ponownie połączone tworząc ViacomCBS. W jego strukturze pozostało przedsiębiorstwo Simon & Schuster, które przed reintegracją należało do CBS.

### Lata 2020.
W 2020 roku dyrektor generalny ViacomCBS, Bob Bakish, ogłosił zamiar sprzedaży działu Simon & Schuster, uzasadniając to tym, że wydawnictwo „nie ma istotnego związku z naszym biznesem w szerszej perspektywie”. Przez blisko miesiąc, od momentu podania pod koniec lutego przez Bakisha do publicznej wiadomości informacji o możliwości kupna Simon & Schuster, do właścicieli ViacomCBS dzwoniono w tej sprawie ponad dwudziestokrotnie. Z powodu panującej wówczas pandemii COVID-19 decyzja o sprzedaży wydawnictwa miała być odłożona.

## Redaktorzy
- Clifton Fadiman Jr. (redaktor naczelny)
- Jack Goodman (redaktor naczelny)
- Jerome Weidman(inne języki) (redaktor naczelny)
- Joe Barnes (redaktor naczelny)
- Justin Kaplan(inne języki)
- M. Lincoln Schuster (redaktor naczelny)
- Michael Korda (redaktor naczelny)
- Quincy Howe(inne języki) (redaktor naczelny)
- Robert Gottlieb(inne języki)
- Peter Schwed(inne języki)
- Wallace Brockway (redaktor naczelny)
- William Cole(inne języki)

## Autorzy
Lista przedstawia nazwiska wybranych autorów książek (szczególnie tych, którzy mają na koncie kilka bestsellerów – co najmniej 3000 sprzedanych książek na rynku amerykańskim).
- Annie Proulx[48]
- Audrey Niffenegger[49]
- Bob Woodward (12 książek, jego autorstwa lub współautorstwa, było na 1. pozycjach krajowych list bestsellerów)[50]
- Carrie Fisher[51]
- Cornelius Ryan[52]
- Dan Brown[53]
- David McCullough (laureat dwu Nagród Pulitzera)[54]
- Dick Cheney[55]
- Donald Trump[56]
- Doris Lessing (2007: literacka Nagroda Nobla)[57]
- Ernest Hemingway (1953: Nagroda Pulitzera, 1954: literacka Nagroda Nobla)[58]
- Francis Scott Fitzgerald[59]
- Frank McCourt (laureat Nagrody Pulitzera)[60]
- Harold Robbins (jego powieści sprzedały się w liczbie ponad 500 mln egzemplarzy)[61]
- Hillary Clinton[62]
- Howard Stern[63]
- Hunter S. Thompson[64]
- Jackie Collins (31 bestsellerów na listach „The New York Timesa”)[65]
- Janet Evanovich (23 bestsellery na listach „The New York Timesa”)[66]
- Jimmy Carter[67]
- Jodi Picoult[68]
- John Irving[69]
- Joseph Heller (autor bestsellera Paragraf 22, 1961)[70]
- Larry McMurtry (nagroda Pulitzera za Na południe od Brazos)[71]
- Maddox (autor bestsellera The Alphabet of Manliness, #2 na liście „The New York Timesa”[72])[73]
- Mary Higgins Clark[74]
- P.G. Wodehouse[75]
- Peter Hook[76]
- R.L. Stine[77]
- Sandra Brown (autorka 71 bestsellerów wg „The New York Timesa”)[78]
- Shannon Messenger [79][80]
- Shel Silverstein[81]
- Siddhartha Mukherjee (2011: Nagroda Pulitzera)[82]
- Stephen E. Ambrose[83]
- Stephen King[84]
- Thomas Berger[85]
- Thomas Clayton Wolfe[86]
- Ursula K. Le Guin[87]
- Walter Isaacson[88]